# Antonio Pedro da Cruz
Antonio da Cruz (Topad) est un navigateur et un skipper du Cap-Vert, né en 1966 et décédé en 2018.

## Biographie
Ayant grandi à Mindelo au Cap-Vert, il quitte à 14 ans son île natale pour s'élancer dans la vie, de l'autre côté de l'Atlantique dans les Antilles françaises. Il arrive en Europe en 1986, et évolue durant plus de 20 ans à Antibes (sud de la France) dans le milieu de la voile, du charter et développe sa passion de la régate dans le circuit professionnel Figaro. Il change de cap en 2008, pour s'installer à Genève (Suisse) au bord du Lac Léman.
En 2012 il fonde, à Versoix aux abords de Genève, sa propre société Da Cruise Boat (navigation, préparation et entretien général de bateaux).
Voici le numéro de licence FFV du champion : 1014165X

## Palmarès
- 1999 : Mini Transat (Concarneau - Lazarote - Guadeloupe) - classe mini
- 1999 : Transgascogne en solitaire - classe mini
- 1999 : Mini - Fastnet - classe mini - en double
- 2001 : Mini Transat (Fort Boyard - Salvador de Bahia, Brésil) - classe mini
- 2001 : Transgascogne en solitaire - classe mini (Port-Bourgenay - Gijón, Espagne) - 8e en Proto sur Jazz magazine[1]
- 2001 : Triangle du Soleil - Trans-Méditerranée - en double
- 2004 : AG2R - transat en double (Lorient, St-Barthélémy)
- 2004 : Solitaire du Figaro
- 2005 : 12e du Trophée BPE, transat en solitaire (St-Nazaire - Cienfuegos, Cuba)
- 2005 : Solitaire du Figaro
- 2006 : 30e de la Solitaire de la Méditerranée
- 2006 : Solitaire du Figaro
- 2007 : Trophée BPE, transat en solitaire (Belle-île-en-Mer - Marie Galante en Guadeloupe)
- 2007 : Solitaire du Figaro
- 2007 : Cap-Istanbul en double
- 2008 : Cap-Istanbul en solitaire. Remporte le 24 septembre la deuxième étape Sardaigne-Sicile de la Cap Istanbul: première victoire dans la classe Solitaire Figaro.
- 2018 : Vainqueur de la course en solitaire SYZTranslémanique en temps compensé

Antonio a effectué 35 traversées de l'Atlantique dès 1981, souvent 2 par année. Il a traversé l'atlantique 4 fois en solitaire.
Plusieurs participations aux Voiles d'Antibes, aux Voiles de St-Tropez, aux Régates Royales de Cannes.